# Vodranci
Vodranci (prekmursko Voudranci) so naselje v Občini Ormož.